# ماريوس ريسه
ماريوس ريسه (بالنرويجية البوكمول: Marius Riise)‏ هو لاعب كرة يد نرويجي. مثل منتخب النرويج لكرة اليد. بدأ تمثيل المنتخب في سنة 1997 ولعب معه 57 مباراة حتى سنة 2005. نافس في بطولة العالم لكرة اليد للرجال 2005.